# 王樂義
王乐义（1941年11月—），山东寿光人，冬暖式蔬菜大棚发明人，现任中国共产党山东省寿光市孙家集街道三元朱村支部委员会书记。

## 经历
王乐义出生于山东省寿光市孙家集街道三元朱村的一个普通家庭。1958年响应“上山下乡”号召，前往黑龙江省佳木斯市永安林场担任伐木工人。之后被任命为组长，并被送进党校学习半年。1962年7月回乡，之后担任三元朱大队第一生产队队长，并利用四年的时间将第一生产队带到了全村尖子的位置上。1965年12月加入中国共产党，并担任三元朱大队大队长。1978年5月，王乐义被确诊患直肠癌，并成功地做了切除手术。但因肛门改道，腰里多了一个粪便袋子，将终生行动不便。同年秋，三元朱村支部改选，15名党员一致选出王乐义担任村党支部书记。
1978年－1980年，王乐义带领三元朱村全体村民利用三年的时间，以“东岭苹果西岭桃，南岭山楂带葡萄”的种植方案，成功提升了村内三个低产埠岭的产量，并将全村年人均纯收入由原来的几十元增长到1200元，解决了村民的温饱问题。
1989年初，王乐义赴辽宁瓦房店学习大棚技术。同年10月，王乐义发明了冬暖式蔬菜大棚。同年12月24日，三元朱村第一批越冬黄瓜上市，17个大棚平均收入2.7万元。第二年，村内共建起了181个大棚。1990年起，王乐义开始在全国范围内推广大棚蔬菜种植技术，至今已有20多个省市建起了蔬菜大棚，解决了北方冬季吃不上新鲜蔬菜的难题。1991年起，不断研发无公害蔬菜种植，引进新品种，种植大棚果树、花卉，开展无土栽培，种植绿色蔬菜等新技术，使三元朱村的蔬菜发展始终领先全国。1996年，新一代高标准大棚试验成功。1997年，王乐义瞄准国际市场，并于2001年注册了“乐义”牌蔬菜商标，成功将三元朱的菜送出了国门。2002年，王乐义带头捐款，建起了总投资120万元的“乐义实验小学”。
1997年起，王乐义先后当选为中共十五大、十六大、十七大、十八大、十九大代表。2000年4月，王乐义当选为“全国劳动模范”。2015年，王乐义荣获山东省第五届省长质量奖。

## 宣传
山东电影电视剧制作中心、北京如意天地影视文化有限公司出品的20集电视连续剧《乐意为人》于2008年播出，剧中以王乐义为原型的三元朱村党支部书记赵仁义由郭凯敏饰演。

### 引用
1. 1 2  齐淮东; 李海燕. . 山东文艺出版社. 2005-12. ISBN 9787532925155.
2. ↑  . 搜狐财经. 2011-07-04  [2017-08-16]. （原始内容存档于2017-08-16）.
3. ↑  . 寿光党政信息网. 2012-10-05  [2017-08-16]. （原始内容存档于2017-08-16）.